# Heike Hanold-Lynch
Heike Hanold-Lynch (* 11. Juli 1962 als Heike Hanold in Berlin) ist eine deutsche Schauspielerin und Coach.

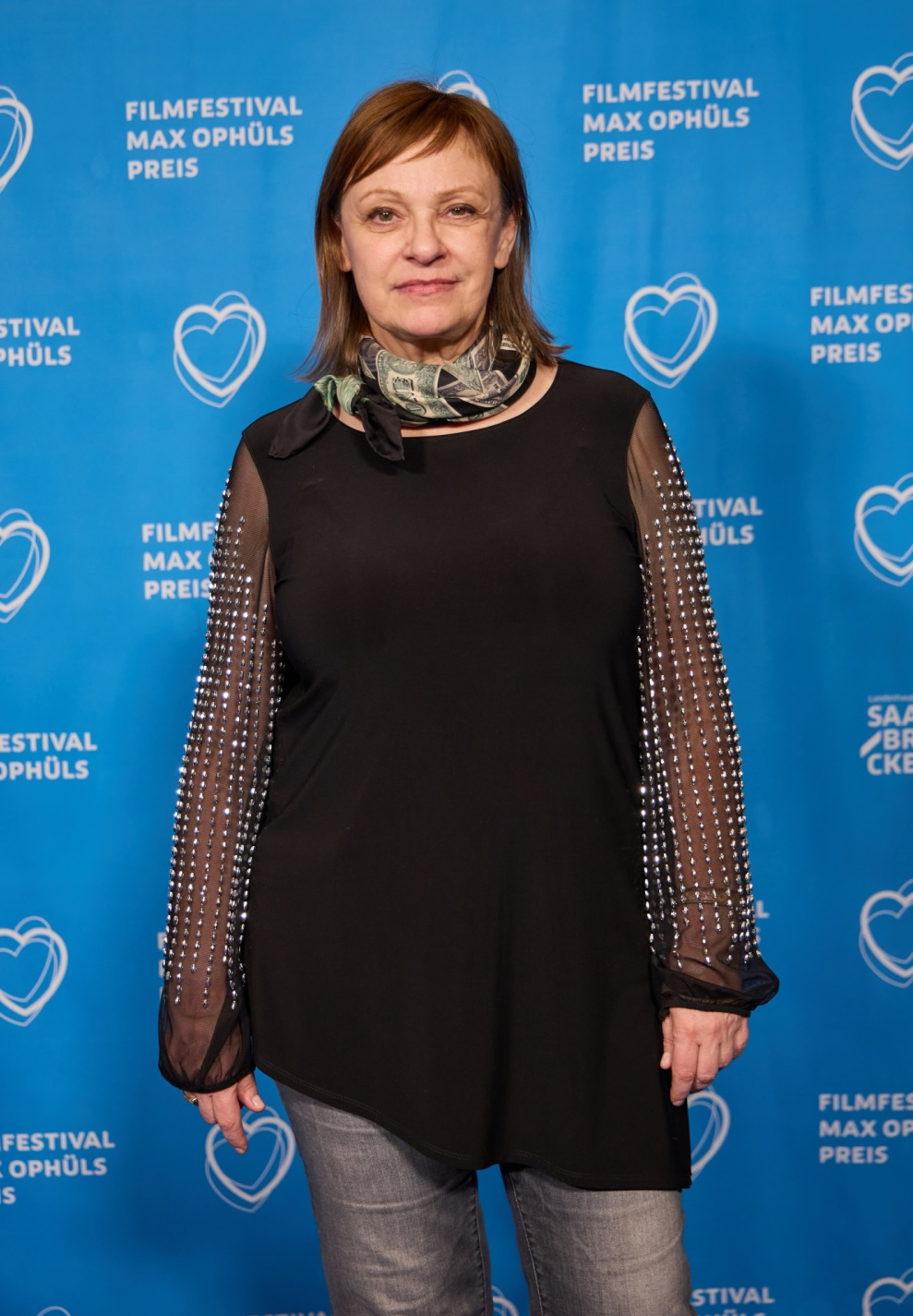
Heike Hanold-Lynch 2025

## Leben
Hanold-Lynch verließ mit 16 ihr Elternhaus. Von der Mutter einer Schulfreundin im Konsens mit Jugend- und Schulamt unterstützt, verdiente sie sich ihren Lebensunterhalt bis zum Abitur mit Jobs.
Sie studierte Germanistik- und Psychologie an der Freien Universität Berlin, bis sie mit 21 Jahren nach New York zog. Dort besuchte sie die Neighborhood Playhouse School of Theatre von Sanford Meisner und hatte bei ihm Unterricht. Gemeinsam mit Philip Seymour Hoffman erweiterte und vertiefte sie ihr Können mehrere Jahre bei dem Method-Lehrer Tony Greco, der von Lee Strasberg zum Lehrer ausgebildet wurde. An der Columbia University, Graduate Film Division arbeitete sie mit Leonore de Koven in Directing Actors in Film. Als Gründungsmitglied einer Off-Broadway-Theaterkompanie stand sie unter anderem in John Patrick Shanleys Stücken Danny and the Deep Blue Sea als Roberta und in Savage in Limbo in der Rolle der April White auf der Bühne.
Hanold-Lynch war verheiratet mit James E. Lynch, dessen Namen sie nach der Trennung behielt. 1994 kehrte sie nach Berlin zurück.

## Coaching
1999 gab Hanold-Lynch nach einem Casting alle Schauspielambitionen auf. Kurz darauf bekam sie das Angebot, als produktionsinterner Schauspiel-Coach für die Serie St. Angela zu arbeiten. 12 Jahre lang begleitete sie über 30 Film- und Fernsehproduktionen unterschiedlichster Genre. 2001 realisierte sie den Workshop „Kamera läuft!“ auf dem Filmfest München, bei dem sie junge Leute aus dem Publikum vor laufender Kamera coachte.
Von 2013 bis 2015 absolvierte Hanold-Lynch eine systemische Coaching-Ausbildung am artop-Institut an der Humboldt-Universität, um ihren am Filmset entwickelten Coaching-Ansatz zu verifizieren. Sie unterstützt namhafte Schauspieler auf freiberuflicher Basis, so Christiane Paul, die als erste deutsche Schauspielerin den internationalen Emmy Award für die gemeinsam erarbeitete Rolle der Richterin Seeberg in dem Fernsehfilm Unterm Radar erhielt.
Im Januar 2017 erschien das von Hanold-Lynch verfasste Essay „Glaubwürdigkeit – Das Wesentliche wirken lassen, bis es wirkt“ als Diskursbeitrag in „Organisationsberatung Supervision Coaching“, im Springer-Verlag Wiesbaden. Ein Buch zum Thema ist in Arbeit.

## Schauspiel
Stephen Daldry legte Hanold-Lynch 2009 beim Casting für Der Vorleser nahe, ihre eigene Schauspielkarriere voranzutreiben, Drehbuchautor David Hare schrieb ihr eine Rolle ins Drehbuch. Die Begegnung bewirkte, dass Hanold-Lynch mit 47 Jahren einen Neuanfang als Schauspielerin wagte. Seither hat sie in weiteren internationalen Kinoproduktionen mitgespielt, u. a. an der Seite von Liam Neeson in Unknown Identity, an der Seite von Tom Hanks in Cloud Atlas und als schwarze Schwester von Adrien Brody in Wes Andersons Grand Budapest Hotel.
Franziska Augstein schrieb in der Süddeutschen Zeitung über ihre Figur der Else Weidt in Ein blinder Held – Die Liebe des Otto Weidt: „Dieser Film ist großes Kino (...) Großartig ist Heike Hanold-Lynch, die als Weidts verbittert-verbiesterte, eifersüchtige und nicht besonders attraktive Ehefrau auftritt.“ Neben Edgar Selge in der Titelrolle spielt sie in dem Film, welcher auf Erlebnissen Inge Deutschkrons während der Zeit des Nationalsozialismus basiert, eine unpolitische Frau, die die große Liebe ihres Mannes vor den Nazis versteckt. Friedemann Fromm besetzte sie in der ersten Staffel Weissensee als Stasi-Mitarbeiterin Erika Bergner. Für Andres Veiel war sie als Mentorin Gudrun Ensslins in Wer wenn nicht wir zu sehen und für Marc-Andreas Bochert in einer Hauptrolle als Richterin in Dyslexie. Im ZDF-Zweiteiler Alles muss raus – Eine Familie rechnet ab, Regie Dror Zahavi, ist sie die Drogerie-Angestellte Marina. In der ZDF-Reihe Ella Schön verkörpert sie seit 2018 die Amtsrichterin Greta Maier.
Hanold-Lynch ist nicht auf Genre oder Rollentypus festgelegt. Ihr Faible sind komplexe Charakterstudien wie die Schizophrene Verena Radzinsky in Der Kriminalist: Asche zu Asche, Regie: Filippos Tsitos. Im Kieler Tatort: Borowski und das Land zwischen den Meeren spielt sie die frömmelnde Küsterin Margot Hilse, Regie: Sven Bohse.
In dem auf Crowdfunding-Basis entstanden Kinofilm Heikos Welt von Dominik Galizia spielt Hanold-Lynch die Hauptrolle Belinda. Auf dem Filmfest München 2021 erhielt Martin Rohde, den sie auf die Titelrolle vorbereitete, als bester Newcomer den Förderpreis Schauspiel. Aus der Preisrede: „Alles würde Heiko für seine Mutter tun (großartig gespielt von Heike Hanold-Lynch), nur dass er dabei immer tiefer in den Schlamassel gerät...“ Auf dem Achtung Berlin-Festival wurde die tragikomische Genrestudie als publikumswirksamster Film ausgezeichnet.
Im Frühjahr 2023 besetzte Lukas Röder Heike Hanold-Lynch für die weibliche Hauptrolle in seinem Abschlussfilm „Scham“  an der Hochschule für Fernsehen und Film München (HFF). Der Film wurde von Philip Gröning produziert, vom Bayerischen Rundfunk co-produziert und durch den Filmförderfonds Bayern gefördert. Til Schindler spielt die Rolle ihres Sohnes, der nach Jahren zum ersten Mal wieder nach Hause zurückkehrt. Das Kammerspiel feierte seine Premiere am 22. Februar 2025 im Wettbewerb des Max Ophüls Preis Filmfestivals und erhielt dort den Preis der Ökumenischen Jury.
In der Begründung der Jury heißt es, der Film habe es „mit ausgesprochen künstlerischer Begabung“ geschafft, „die Zuschauerin und den Zuschauer für spirituelle, menschliche und soziale Fragen und Werte zu sensibilisieren“. Weiter heißt es: „In gnadenloser Direktheit legt er den Finger in die Wunden unserer Gesellschaft. Nicht zuletzt zeigt sich die ganze Palette der menschlichen Erlösungsbedürftigkeit in diesem mutigen, spröden und aufwühlenden Film. … Ein Film, über den man reden muss!“ Der Kinostart ist für Herbst 2025 geplant. 
Heike Hanold-Lynch lebt in Berlin.

## Filmografie (Auswahl)
- 1991: Mocca für den Tiger (Fernsehfilm)
- 1993: Vom Mörder und seiner Frau (Fernsehfilm)
- 1995: Gentleman
- 1997: Blond bis aufs Blut
- 1997: Null Risiko und reich (Fernsehfilm)
- 1998: Babyraub – Kinder fremder Mächte (Fernsehfilm)
- 1998: Wolffs Revier – Urlaub in den Tod (Fernsehserie)
- 1999: Made in Moabit
- 2000: St. Angela – Mit allen Mitteln (Fernsehserie)
- 2000: Ehekrieg
- 2002: Ohne Netz und doppelten Boden (Kurzfilm)
- 2002: Aus lauter Liebe zu Dir (Fernsehfilm)
- 2003: Tigeraugen sehen besser (Fernsehfilm)
- 2004: Ein Fall für zwei – Schlechte Karten für Grabowski (Fernsehserie)
- 2004: Dr. Sommerfeld – Neues vom Bülowbogen – Hexenzauber (Fernsehserie)
- 2004: Tatort: Verlorene Töchter (Fernsehreihe)
- 2004: Büttenwarder op Platt (Fernsehserie)
- 2005: SOKO Wismar – Schnappschuss (Fernsehserie)
- 2006: Typisch Sophie – Auf den zweiten Blick (Fernsehserie)
- 2007: Die Masche mit der Liebe (Fernsehfilm)
- 2007: Suchkind 312 (Fernsehfilm)
- 2008: Löwenzahn – Hunde – Keks ist verschwunden (Fernsehserie)
- 2008: Die Anwälte – Professionelle Distanz (Fernsehserie)
- 2008: Der Vorleser (The Reader)
- 2010: Weissensee (Fernsehserie)
- 2010: Familie Fröhlich – Schlimmer geht immer (Fernsehfilm)
- 2011: Unknown Identity (Unknown)
- 2011: Wer wenn nicht wir
- 2011: Restrisiko
- 2011: Notruf Hafenkante – Alarm im Kindergarten (Fernsehserie)
- 2011: I Phone You
- 2012: Wir wollten aufs Meer
- 2012: Cloud Atlas
- 2013: Die Erfinderbraut (Fernsehfilm)
- 2014: Ein blinder Held – Die Liebe des Otto Weidt (Fernsehfilm)
- 2014: Grand Budapest Hotel
- 2014: Alles muss raus – Eine Familie rechnet ab (Fernsehzweiteiler)
- 2015: Tod den Hippies!! Es lebe der Punk
- 2015: Homesick
- 2015: 600 PS für zwei
- 2016: Einfach Rosa – Verliebt, verlobt, verboten (Fernsehreihe)
- 2016: Volltreffer (Fernsehfilm)
- 2017: Back for Good
- 2018: Tatort: Borowski und das Land zwischen den Meeren (Fernsehfilm)
- 2018: Ella Schön: Das Ding mit der Liebe (Fernsehfilm)
- 2020: Die Drei von der Müllabfuhr – Mission Zukunft (Fernsehreihe)
- 2021: SOKO Leipzig: Betrogen (Fernsehserie)
- 2022: Ella Schön: Das Glück der Erde (Fernsehfilm)
- 2022: Ella Schön: Seitensprünge (Fernsehfilm)
- 2024: In Liebe, Eure Hilde
- 2024: Die Notärztin – Hitze (Fernsehserie)
- 2025: Nord bei Nordwest: Das Nolden-Haus
- 2025: Tatort - Verblendung
- 2025: Scham

## Hörspiele
- 1995: Steffen Kopetzky: Die Entdeckung der Pyramiden – Regie: Ulrich Simontowitz (Hörspiel (Kunstkopf) – SFB)